# Gerygone palpebrosa
Gerygone palpebrosa es una especie de ave paseriforme del género Gerygone, que pertenece a la Superfamilia Meliphagoidea (familia de los Pardalotidae, perteneciente a la subfamilia Acanthizidae).

## Descripción y comportamiento

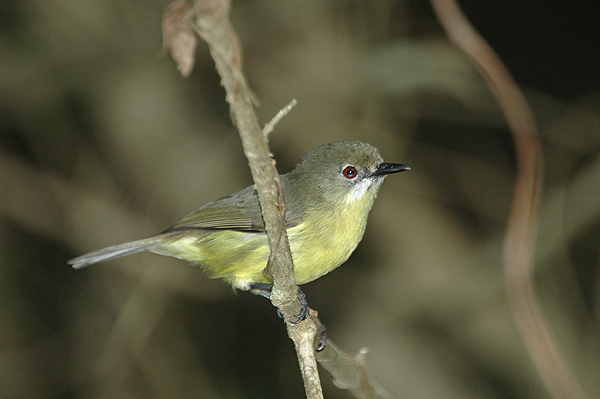
Gerygone palpebrosa

El ave Gerygone palpebrosa es una especie de pájaro de la familia Acanthizidae que mide entre 9 y 10 c, de longitud y pesa unos 6 g. Su plumaje es principalmente gris con tonos marrones en la cabeza y el cuello. 
Tiene una mancha blanca en el ojo y una franja negra en la frente. Se alimenta de insectos, arañas y néctar que busca en el follaje y las flores de los árboles. Construye un nido colgante con forma de bolsa, hecho de telarañas, musgo y hojas.
Pone de 2 a 3 huevos blancos con manchas marrones. Tiene un canto melodioso y variado que usa para comunicarse con su pareja y defender su territorio.

## Localización
Se encuentra en Australia, Indonesia y Nueva Guinea.

## Subespecies
- Gerygone palpebrosa flavida
- Gerygone palpebrosa inconspicua
- Gerygone palpebrosa palpebrosa
- Gerygone palpebrosa personata
- Gerygone palpebrosa tarara
- Gerygone palpebrosa wahnesi